# 心叶报春
心叶报春（学名：Primula partschiana）为报春花科报春花属下的一个种。

## 扩展阅读
- 維基物種上的相關：心叶报春